# ピアノソナタ (デュカス)
ピアノソナタ 変ホ短調は、ポール・デュカスが1899年から1900年にかけて作曲したピアノソナタ。

## 概要
デュカスは極めて自己批判の厳しい作曲家として知られる。音楽に真摯に向き合い熟考を重ねた結果、1890年代には序曲『ポリュークト』、『交響曲 ハ長調』、交響詩『魔法使いの弟子』のわずか3曲しか完成されなかった。これらの作品に続いて彼が手がけたのがこのピアノソナタであり、完成された本作はデュカスの第1級の作品となったばかりでなく、フランスのピアノ音楽史に金字塔を打ち建てることになった。
1871年の国民音楽協会の設立に象徴されるように、19世紀終盤のフランスの音楽界には音楽による国威発揚と舞台音楽中心の現状からの脱却を狙う機運が高まっていた。多くの作曲家が管弦楽曲、器楽曲に優れた作品を作曲したこの時期のフランスに、ピアノソナタの分野で主要な作品が生まれなかったのは、偉大なピアノソナタ群を遺したベートーヴェンに対する強い畏怖の念があったからだとされる。そうした中で意を決して書かれた本作において、闇の中から勝利へと向かう構成等に関してベートーヴェンの影響が取り沙汰されるのは道理といえるかもしれない。また、一方で見過ごすことが出来ないのはデュカスの母校であるパリ音楽院の教授、また国民音楽協会の会長として楽壇から多大な尊敬を集めていたフランクの存在であり、この曲の響きやオルガンの即興演奏に見られるような特徴的な経過句にはフランクの影響が指摘される。あるいはこの両者を合わせて「フランクによってフランス風に解釈されたベートーヴェン」を見出す向きもある。デュカスは、しかし、そうした先人の発想を咀嚼した上で独自の語法を提示しており、清澄な和声によって展開される贅肉をそぎ落とした堂々たる古典的ソナタは、他に類例を見ない傑作に仕上がっている。
デュカス自身は1915年にこの曲について次のように述べている。「（私が書いたのは）私が音楽に込めようとした内なる獣性に対する勝利と、もうひとつの偉大な勝利、すなわち地平のあらゆる方向から現れて我々が外なる獣性、その非常に現実的でほとんど醜いもの（汚いというべきかもしれない）、そして当時は知る由もなかったものを踏みつけ打倒する助けとなる勝利、この2つの間の類似性である。これらが象徴的な類縁性を有するに過ぎないと思うかもしれないが、それは唯一音楽家だけが理解できるものである（中略）ここに書かれていることはそういうことなのだ。」
初演は1901年5月10日、サル・プレイエルにおいてエドゥアール・リスレのピアノによって行われた。初演は大きな成功を収め、作曲者の友人であったドビュッシーも曲を称賛するコメントを寄せている。曲は1906年に出版され、サン＝サーンスへと献呈されている。
この曲は批評家のエドワード・ロックスピーサー（Edward Lockspeiser）が述べるように「長大かついささか難解」であるため、これまで主要レパートリーとはなってこなかった。しかし、近年ではマルカンドレ・アムランやマーガレット・フィンガーハットなどのピアニストによって取り上げられている。

## 演奏時間
45-47分

## 楽曲構成
4つの楽章から構成される。デュカスはサン＝サーンスやフランクが好んで用いた循環形式には頼らず、古典的形式を踏襲して格調高い楽曲としてまとめあげた。

### 第1楽章
適度に速く、表現豊かにはっきりと（Modérément vite _ expressif et marqué） 4/4拍子 変ホ短調
ソナタ形式。序奏はなく、譜例1の第1主題に始まる。
譜例1
譜例1が4度上で確保されると、ただちに変ハ長調の第2主題の提示へと移行する（譜例2）。第2主題はまず右手の分散和音の下に左手で奏され、続いて左右の役割を交代して大きく盛り上がる。
譜例2
展開部では譜例1の伴奏音型が回帰すると少しずつ速度を戻し、第1主題の音型の合間に第2主題が挿入される形で進行する。伴奏音型が三連符へ移るともっぱら第1主題が展開され、続いて調号をホ短調へ変更するとともに速度を上げて両主題が組み合わされてピアノの技巧を誇示しつつ展開される。次の部分では最初のテンポへ戻るとともに伴奏は三連符となり、第2主題が対位法的に扱われる。その後再現部へ至ると、まず譜例1が型通りに再現されて情熱的な経過句がこれに続く。第2主題の再現が完了すると一度静まり、最後は第1主題を素材とした簡潔なコーダを経てピアニッシモで楽章を結ぶ。

### 第2楽章
落ち着いて、少し遅めに、たっぷりと （Calme_un peu lent_très soutenu） 3/4拍子 変イ長調
ソナタ形式。ベートーヴェン以降の伝統を受け継ぐ緩徐楽章。譜例3によって穏やかに開始されるが、この主題は高音部と低音部の進行が互いに反行形となっている。
譜例3
経過句を挟んで第1主題が繰り返されると、続いて第2主題の提示へと移る。第2主題は三連符の伴奏に乗ってより流動性を持ち、歌うように奏でられる（譜例4）。
譜例4
しばらく三段譜によって記譜されており、声部ごとの細かい指示の下で繊細に発展されると展開部へ入る。展開部では両主題に装飾が施され、和声的変化を与えながら進められていく。伴奏音型は提示部以降三連符主体であるが、8小節にわたって挿入される印象的なトリルを境にさらに音価が半分となり、楽章冒頭から一貫して速度が上昇する設計となっている。再現部では伴奏音型の豊かな流れの中に簡潔に両主題を出し、最後はペルデンドシ（消えるように）と指示される中、弱音で楽章に幕を下ろす。

### 第3楽章
活発に、軽快さをもって （Vivement, avec légèreté） 2/4拍子 ロ短調
複合三部形式。トッカータ風の音楽となっており、当時のオルガン音楽を連想させるとともにフランク流の和声への接近が見られる。冒頭より両手で交互に打ち鳴らす猛烈な楽想で始まる（譜例5）。
譜例5
飛び跳ねるような譜例6のエピソードが挿入されるが、間もなく譜例5が再び現れる。
譜例6
次第に落ち着くとトリオに入る。ここでは「神秘的な （mystérieusement）」主題がフーガのように扱われていく（譜例7）。アルフレッド・コルトーはフランスのピアノ音楽について論じた著書の中で、この箇所の「不吉な音楽によって引き起される悪夢の印象」について触れている。
譜例7
トリオが発展した後、再び落ち着きを取り戻すと高音部から主部が回帰する。再現される主部は音がより厚くなっており、凄みを増した名技性が誇示される。譜例6も扱われて大きく盛り上がっていき、交互打鍵の伴奏の上に譜例7も顔を出す。最後は主部の律動と中間部の静寂を対比し、スタッカートが付された弱音のロ音が結尾に置かれる。

### 第4楽章
非常に遅く （Très lent）- 生き生きと、しかし急がずよく歌って （animé, mais sans hâte et bien scandé） 4/4拍子 変ホ短調
ソナタ形式。デュカスはこの楽章で第1楽章の素材を振り返っている。重々しい和音と幻想的なアルペジオが交代する導入部に始まる。一部、小節線が取り払われており、即興的な筆致で描かれている。規模の大きな序奏が終わると力を秘めた第1主題の提示に移る（譜例8）。
譜例8
大きく弧を描くような旋律線の副主題を挟んで、第2主題は速い速度で奏される譜例9である。
譜例9
第2主題が落ちつくとロ長調となって、雄大な表情の第3主題が続く（譜例10）。ヴァンサン・ダンディはこの主題が聖歌『Pange Lingua』に由来すると考えた。
譜例10
第3主題が装飾的音型を交えて興奮の度を増していくと、頂点で「打ち鳴らす （martelé）」ような充実した低音部に支えられた行進曲調の譜例11が出される。

譜例11
展開部では第1主題と序奏部の動機が大きな役割を果たしていくが、規模は大きなものとはならない。再現部ではやはり音の厚みが増強されており、重々しく第1主題が回帰する。副次主題、第2主題、変ホ長調となった第3主題、譜例11も順次続いていき、燦然たる輝きを放つコーダに至る。コーダは第3主題を主な素材としており、勢いを減じることなく駆け抜けるとフォルテッシモの変ホ音で全曲に終止符を打つ。